# Jan Nektariusz (Kowalewski)
Jan Nektariusz, imię świeckie Jewgraf Jewgrafowicz Kowalewski (ur. 13 marca?/26 marca 1905 w Petersburgu, zm. 30 stycznia 1970 w Paryżu) – rosyjski biskup prawosławny, organizator misji prawosławnej wśród Francuzów, twórca Kościoła Prawosławnego Francji.

## Życiorys

### Młodość. Świecki działacz cerkiewny
Był synem Jewgrafa Kowalewskiego, rosyjskiego działacza państwowego i cerkiewnego i jego żony Inny zd. Striekałowej. W wieku piętnastu lat razem z rodziną emigrował do Francji. Początkowo Kowalewscy mieszkali w Nicei, następnie przeprowadzili się do Paryża. Jewgraf Kowalewski ukończył studia na Sorbonie (wydział filologiczny), a następnie prawosławny Instytut św. Sergiusza w Paryżu. Silnie angażował się w życie religijne rosyjskiej diaspory we Francji, zajmował się dyrygenturą chórów cerkiewnych i ikonopisaniem. Współorganizował prawosławną parafię w Nantes. W latach 1928–1931 był psalmistą w parafii Ikony Matki Bożej „Wszystkich Strapionych Radość” i św. Genowefy w Paryżu.

### Prawosławny duchowny. Organizator francuskojęzycznych parafii
W 1937 przyjął święcenia kapłańskie. Od tego momentu do śmierci kierował parafią św. Ireneusza w Paryżu. Był członkiem bractwa św. Focjusza z Paryżu, w jego ramach organizował prawosławne parafie rytu gallikańskiego (zachodniego) w strukturach Zachodnioeuropejskiego Egzarchatu Rosyjskiego Kościoła Prawosławnego, następnie Zachodnioeuropejskiego Egzarchatu Parafii Rosyjskich i od 1945 powtórnie Patriarchatu Moskiewskiego. Opiekował się również wiernymi francuskimi, którzy przyjęli prawosławie (w rycie zachodnim) za sprawą działalności duszpasterskiej mnicha Ireneusza (Winarta), byłego kapłana rzymskokatolickiego.
Zmobilizowany w 1939 do armii francuskiej, rok później dostał się do niewoli i do 1944 przebywał w obozie jenieckim.
W 1945 otrzymał godność protoprezbitera. Dwa lata później założył w Paryżu Prawosławny Instytut św. Dionizego, w którym językiem wykładowym był język francuski. Publikował prace z zakresu prawosławnej dogmatyki, liturgiki i egzegezy biblijnej.

### Na czele Kościoła Katolicko-Prawosławnego Francji
W 1953 razem ze znaczną częścią placówek duszpasterskich rytu gallikańskiego wystąpił z jurysdykcji Patriarchatu Moskiewskiego i jednostronnie utworzył autonomiczny Kościół Katolicko-Prawosławny Francji (ECOF), część Zachodnioeuropejskiego Egzarchatu Parafii Rosyjskich. Następnie zerwał również z tą jurysdykcją. Według A. Slesariewa na jego decyzję miały wpływ względy osobiste. W 1953 Patriarchat Moskiewski nominował drugiego biskupa do służby duszpasterskiej we Francji, w szczególności do pracy z wiernymi francuskimi. Ks. Kowalewski liczył na uzyskanie nominacji biskupiej z uwagi na swoje wcześniejsze zaangażowanie na tym polu, jednak nominowany został inny kandydat – Mikołaj (Jeriomin).
W 1960 dzięki staraniom arcybiskupa San Francisco Jana parafie kierowane przez protoprezbitera Kowalewskiego stały się częścią Rosyjskiego Kościoła Prawosławnego poza granicami Rosji. Kościół Katolicko-Prawosławny Francji zachował autonomię i prawo do posługiwania się rytem zachodnim, do którego arcybiskup San Francisco odnosił się z wielkim szacunkiem i w którym widział szansę na skuteczne prowadzenie misji prawosławnej na zachodzie Europy. W tejże jurysdykcji 11 listopada 1964 ks. Kowalewski został wyświęcony na biskupa Saint-Denis po uprzednim złożeniu wieczystych ślubów mniszych, w czasie których przyjął imię zakonne Jan Nektariusz.
W 1966 arcybiskup San Francisco zmarł. Po tym wydarzeniu relacje biskupa Jana Nektariusza z Synodem Rosyjskiego Kościoła Prawosławnego poza granicami Rosji natychmiast się pogorszyły. Hierarcha Cerkwi Zagranicznej żądała od parafii rytu zachodniego przejścia na ryt bizantyjski, czego biskup Jan Nektariusz stanowczo odmawiał. Ostatecznie został pozbawiony święceń kapłańskich, czego nie uznał, a kierowana przez niego struktura autonomiczna wystąpiła jednostronnie z dotychczasowej jurysdykcji. Duchowny zmarł cztery lata później, nie podlegając żadnemu kanonicznemu Kościołowi prawosławnemu. W 1967 ubiegał się, bez powodzenia, o przyjęcie kierowanych przez siebie struktur w jurysdykcję PAKP, na prawach autonomii. Stojący na czele PAKP metropolita Stefan nie wykazał jednak entuzjazmu dla tej propozycji, przekazał sprawę do konsultacji z Patriarchatem Moskiewskim, a następnie nie nadał jej dalszego biegu. Rozmowy o uregulowaniu swojej sytuacji kanonicznej Jan Nektariusz (Kowalewski) prowadził następnie z patriarchą rumuńskim Justynianem, jednak i tym razem nie zakończyły się one porozumieniem.
W 1945 otrzymał doktorat honoris causa Patriarchatu Moskiewskiego.
Miał dwóch starszych braci: Piotra, filologa klasycznego, publicysty i działacza cerkiewnego rosyjskiej diaspory we Francji, oraz Maksima, działacza cerkiewnego, muzyka i kompozytora.